# Kakia
Kakia (Grec ancien: Κακίαν), est une déesse Grecque du vice et de l'immoralité, décrite comme étant vaniteuse, fortement maquillée et habillée de façon légère. 
Elle a tenté d'entraîner Héraclès dans ses vices.
Selon Irénée, les gnostiques croyaient que le premier ange et Authadia avaient conçu les enfants Kakia (méchanceté), Zélos (émulation), Phtonos (envie), Érinnys (fureur) et Épithymia (luxure).